# Кобиле (Лодзинське воєводство)
Кобиле (пол. Kobyle) — село в Польщі, у гміні Ґрабув Ленчицького повіту Лодзинського воєводства.
У 1975-1998 роках село належало до Конінського воєводства.